# Abel Tamata
Abel Tamata (Bergen op Zoom, 5 dicembre 1990) è un ex calciatore olandese naturalizzato della Repubblica Democratica del Congo, di ruolo difensore.

## Carriera

### Club
Debutta in Europa League il 16 dicembre 2010, nella partita PSV-Metalist, terminata 0-0.

## Palmarès

### Club

#### Competizioni nazionali
- Coppa dei Paesi Bassi: 1

PSV: 2011/12
- Campionato olandese: 1

PSV: 2014-2015